# San José de El Suculum
San José de El Suculum, conocido simplemente como El Suculum o también como Barrio de San José, es un barrio del municipio de Santa Cruz de Tenerife, en la isla de Tenerife —Canarias, España—. Administrativamente se encuadra en el Distrito de Anaga.

## Toponimia
El nombre de El Suculum proviene del apodo que recibía el vecino Miguel Díaz Rodríguez, uno de los primeros habitantes del lugar, defensor de las mejoras del barrio y propulsor de sus fiestas.

## Geografía
Se localiza a apenas un kilómetro de la localidad de San Andrés y a 9 kilómetros de la capital municipal. Tiene una extensión de 0,06 km² ocupando las laderas de los barrancos de Las Huertas y del Cerrillar, a una altitud media de 67 m s. n. m.
El barrio cuenta con una ermita, una plaza pública y un parque infantil. Bajo la ermita hay un local utilizado como tanatorio y salón social, sede de la Asociación de Vecinos Los Pedacillos. Asimismo, posee un centro socio-asistencial.

## Demografía
| Año        | 2000 | 2001 | 2002 | 2003 | 2004 | 2005 | 2006 | 2007 | 2008 | 2009 | 2010 | 2011 | 2012 | 2013 | 2014 | 2015 | 2016 |
| ---------- | ---- | ---- | ---- | ---- | ---- | ---- | ---- | ---- | ---- | ---- | ---- | ---- | ---- | ---- | ---- | ---- | ---- |
| Habitantes | 463  | 477  | 485  | 482  | 497  | 495  | 504  | 495  | 499  | 481  | 462  | 469  | 396  | 380  | 377  | 363  | 375  |

## Historia
El primer vecino del barrio fue José Belén, el cual construyó su casa en la zona en 1956. Este primer vecino dio nombre a la localidad y a su patronazgo religioso. Casi al mismo tiempo se trasladó también al lugar Manolo Baute, ambos provenían del vecino pueblo de San Andrés.
El barrio surge como tal entre los años 60 y 70 del siglo xx como expansión del cercano pueblo de San Andrés, ligado a la emigración de las zonas rurales a los núcleos urbanos próximos a la capital. Con el paso de los años, ha evolucionado hasta contar con entidad propia dentro del municipio capitalino, siendo considerado un barrio independiente del núcleo costero.
En 2007 fue consagrada la nueva ermita de San José por el obispo de la Diócesis de Tenerife, siendo el elemento más destacado del barrio.

## Economía
El Suculum ha trasformado su economía, originalmente agrícola, hacia el sector terciario, desarrollando una infraestructura de bares y restaurantes. También ha aumentado la proporción de sus habitantes que trabajan en Santa Cruz. 

## Fiestas
En el mes de marzo se celebran las fiestas patronales en honor a San José, donde destaca la procesión de la imagen por las calles del barrio.

## Comunicaciones
Se llega al barrio a través de la carretera de Igueste de San Andrés TF-121.

### Transporte público
En autobús —guagua— queda conectado mediante las siguientes líneas de TITSA:
| Línea | Trayecto                                                         | Recorrido     |
| ----- | ---------------------------------------------------------------- | ------------- |
| 945   | Santa Cruz (Intercambiador) - San Andrés - Igueste de San Andrés | Horario/Línea |

## Galería

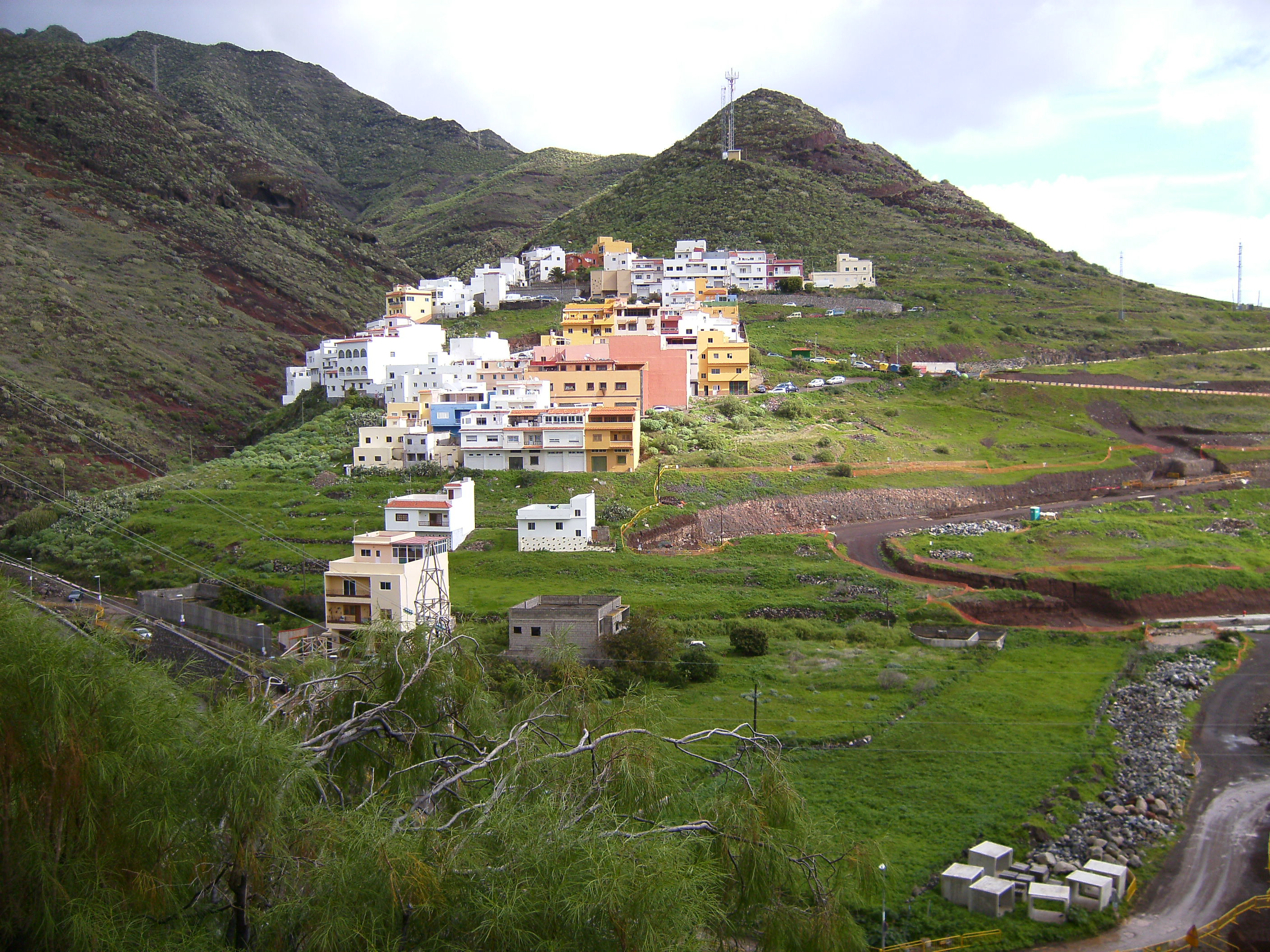
Vista del barrio en 2009